# Râul Cârligu, Straja
Râul Cârligu este un curs de apă, afluent al râului Straja. 